# Либани
Либани (груз. ლიბანი) — село в Грузии, на территории Боржомского муниципалитета края (мхаре) Самцхе-Джавахети.

## География
Село находится на юге центральной части Грузии, на правом берегу реки Боржомулы, на расстоянии 8 километров (по прямой) к юго-востоку от города Боржоми, административного центра муниципалитета. Абсолютная высота — 1377 метров над уровнем моря.

## Население
По результатам официальной переписи населения 2014 года, в Либани проживал 31 человек (11 мужчин и 20 женщин). В национальной структуре населения грузины составляли 87,1 %, армяне — 9,7 %, русские — 3,2 %.
| Год  | Население, человек |
| ---- | ------------------ |
| 2002 | 53                 |
| 2014 | ↘ 31               |